# Persone di nome Johan/Calciatori
| Questa pagina contiene informazioni ricavate automaticamente dalle voci biografiche con l'ausilio del template Bio e di un bot. L'aggiornamento è periodico e automatico e ricostruisce completamente la pagina. Se manca una persona in questa lista, sei pregato di non aggiungerla, ma accertati piuttosto che la sua voce biografica contenga il template Bio e che i dati anagrafici siano correttamente compilati. Se il template Bio manca, inseriscilo tu stesso o, in alternativa, metti l'avviso {{tmp\|Bio}} che ne segnala la mancanza. Se i dati riportati sono sbagliati, correggi direttamente la voce biografica; le modifiche saranno visibili in questa lista entro pochi giorni. Per chiarimenti vedi il progetto antroponimi. La lista contiene solo le 64 persone che sono citate nell'enciclopedia e per le quali è stato implementato correttamente il template Bio. Pagina aggiornata al 22 lug 2025. |

Questa è una lista di persone presenti nell'enciclopedia che hanno il nome Johan e sono calciatori.

## A(4)
- Johan Abma, ex calciatore olandese (Sneek, n. 1969)
- Johan Absalonsen, ex calciatore danese (Flemløse, n. 1985)
- Johan Arango, calciatore colombiano (Cali, n. 1991)
- Johan Audel, ex calciatore francese (Nizza, n. 1983)

## B(7)
- Erik Bergström, calciatore svedese (Göteborg, n. 1886 - Göteborg, † 1966)
- Johan Bezzina, calciatore maltese (n. 1994)
- Johan Blomberg, ex calciatore svedese (Lund, n. 1987)
- Alexander Blomqvist, calciatore svedese (Simrishamn, n. 1994)
- Johan Boskamp, ex calciatore e allenatore di calcio olandese (Rotterdam, n. 1948)
- Johan Branger, calciatore francese (Sens, n. 1993)
- Johan Brattberg, calciatore svedese (n. 1996)

## C(3)
- Johan Carbonero, calciatore colombiano (Santander de Quilichao, n. 1999)
- Johan Cavalli, ex calciatore francese (Ajaccio, n. 1981)
- Johan Cruijff, calciatore, allenatore di calcio e dirigente sportivo olandese (Amsterdam, n. 1947 - Barcellona, † 2016)

## D(4)
- Johan Dahlin, calciatore svedese (Trollhättan, n. 1986)
- Johan Devrindt, ex calciatore belga (Overpelt, n. 1944)
- Johan Djourou, ex calciatore ivoriano (Abidjan, n. 1987)
- Johan Driza, ex calciatore albanese (Valona, n. 1976)

## E(2)
- Johan Eklund, ex calciatore svedese (Falun, n. 1984)
- Johan Elmander, ex calciatore svedese (Alingsås, n. 1981)

## F(2)
- Johan Fano, ex calciatore peruviano (Huánuco, n. 1978)
- Johan Fuentes, calciatore cileno (Santiago del Cile, n. 1984)

## G(4)
- Johan Gaarder, calciatore norvegese (n. 1893 - † 1966)
- Johan Gastien, calciatore francese (Niort, n. 1988)
- Gunnar Gren, calciatore e allenatore di calcio svedese (Göteborg, n. 1920 - Göteborg, † 1991)
- Johan Gómez, calciatore statunitense (Arlington, n. 2001)

## H(6)
- Johan Hallberg, calciatore norvegese (n. 1891 - † 1967)
- Johan Hammarström, ex calciatore svedese (n. 1967)
- Johan Hansen, ex calciatore faroese (Horsens, n. 1975)
- Fredrik Hetty, calciatore norvegese (n. 1905 - † 1992)
- Johan Hove, calciatore norvegese (Sogndal, n. 2000)
- Ingvald Huseklepp, ex calciatore norvegese (Bergen, n. 1949)

## K(4)
- Johan Kappelhof, calciatore olandese (Amsterdam, n. 1990)
- Johan Karlsson, ex calciatore svedese (Linköping, n. 1975)
- Johan de Kock, ex calciatore olandese (Sliedrecht, n. 1964)
- Hans Kraay, calciatore, allenatore di calcio e dirigente sportivo olandese (Utrecht, n. 1936 - Tiel, † 2017)

## L(3)
- Johan Lædre Bjørdal, ex calciatore norvegese (Egersund, n. 1986)
- Johan Larsson, calciatore svedese (Kinna, n. 1990)
- Johan Lauritzen, calciatore norvegese (n. 1891 - † 1967)

## M(7)
- Johan Madrid, calciatore peruviano (Callao, n. 1996)
- Johan Manzambi, calciatore svizzero (Ginevra, n. 2005)
- Johan Martial, ex calciatore francese (Massy, n. 1991)
- Johan Micoud, ex calciatore e dirigente sportivo francese (Cannes, n. 1973)
- Johan Mojica, calciatore colombiano (Cali, n. 1992)
- Johan Mårtensson, calciatore svedese (Skövde, n. 1989)
- Johan Thorbjørnsen, ex calciatore norvegese (Bergen, n. 1983)

## N(2)
- Tobias Nilsson, ex calciatore svedese (Onslunda, n. 1986)
- Johan Nilsson Guiomar, ex calciatore svedese (n. 1985)

## P(1)
- Johan Padilla, calciatore ecuadoriano (Esmeraldas, n. 1992)

## R(5)
- Johan Radet, ex calciatore francese (La Fère, n. 1976)
- Johan Ragnell, ex calciatore svedese (Göteborg, n. 1969)
- Johan Rodríguez, ex calciatore messicano (Monterrey, n. 1975)
- Johan Rojas, calciatore colombiano (Medellín, n. 2002)
- Johan Rotsen, calciatore francese (Parigi, n. 1996)

## S(3)
- Johan Saksvik, calciatore norvegese (n. 1918 - † 1983)
- Eetje Sol, calciatore olandese (Ciomas, n. 1881 - L'Aia, † 1965)
- Johan Stenmark, calciatore svedese (n. 1999)

## T(1)
- Simon Thern, calciatore svedese (Värnamo, n. 1992)

## V(3)
- Johan Vásquez, calciatore messicano (Navojoa, n. 1998)
- Johan Venegas, calciatore costaricano (Limón, n. 1988)
- Johan Voskamp, calciatore olandese (De Lier, n. 1984)

## W(2)
- Johan Wiland, ex calciatore svedese (Borås, n. 1981)
- Johan Petter Winsnes, ex calciatore norvegese (Trondheim, n. 1975)

## Z(1)
- Johan Zuidema, ex calciatore olandese (Zwaagwesteinde, n. 1948)